# トヨタ・Z型エンジン
トヨタ・Z型エンジン（トヨタ・Zがたエンジン）は、トヨタ自動車の4サイクル 水冷 直列 ディーゼルエンジンの系列である。同社のフォークリフトに搭載されている。生産は豊田自動織機。
型式の付番・命名方法が普通自動車用エンジンとは異なり、直列4気筒と直列6気筒、直接噴射式と渦流室式の全てに同じアルファベットが割り当てられており、燃焼室（噴射方式）の区別も数字の桁を変えずに連番としている。

## 型式
ディーゼルエンジン
4サイクル 水冷 直列4気筒・直列6気筒 OHV

### 1Z
- 搭載車種
  - トヨタフォークリフト

### 2Z - 3,500cc
- 乾燥重量212kg
- 自動車排出ガス規制

米国：EPA Tire 2 対応
欧州：Euro 2 対応
- 搭載車種
  - トヨタフォークリフト

### 3Z - 3,500cc
2007年の第二次排気ガス規制に沿って排出ガス（特に窒素酸化物と炭化水素）低減のため、2Z型の燃焼室を渦流室式としたもの。2014年に第四次排気ガス規制の導入に沿って、新系列のZSエンジンに置き換えられた。
- 乾燥重量212kg
- 自動車排出ガス規制

日本：特定特殊自動車排出ガス規制  第2次基準値対応
米国：EPA Tire 3 対応
欧州：Euro 3 対応
- 搭載車両
  - トヨタフォークリフト

### 14Z - 5,200cc
- 乾燥重量290kg
- 自動車排出ガス規制

米国：EPA Tire 2 対応
欧州：Euro 2 対応
- 搭載車両
  - トヨタフォークリフト

### 14Z-II - 5,200cc
- 搭載車両
  - トヨタフォークリフト 7FD35 / 7FD40 / 7FD45 / 7FDA50 / 7FDK40

### 15Z - 5,200cc
排出ガス（特に窒素酸化物と炭化水素）低減のため、14Z型の燃焼室を渦流室式としたもの。
- 乾燥重量：292kg
- 自動車排出ガス規制

日本：特定特殊自動車排出ガス規制  第2次基準値対応
米国：EPA Tire 3 対応
欧州：Euro 2 対応
- 搭載車両
  - トヨタフォークリフト 5FD50 / 5FD60 / 5FD70